# Ambra Polidori
Pour les articles homonymes, voir Polidori.
Ambra Polidori, née à Mexico en 1954, est une artiste et écrivaine mexicaine d'origine italienne. Elle utilise l'installation, la photographie et la vidéo pour dénoncer l'injustice, les violences de genre et de guerre. Elle vit entre Mexico et Milan.

## Biographie
Ambra Polidori est titulaire d'un diplôme en langue et littérature espagnoles de l'Université nationale autonome du Mexique.
Elle est également écrivaine, chroniqueuse dans la section artistique du journal mexicain Unomásuno (es) et dans le magazine espagnol Lápiz. De 1979 à 1981, elle est  chercheuse au Centro de Estudios Literarios del Instituto de Investigaciones Filológicas de l'Université nationale autonome du Mexique.
Ambra Polidori manipule l'image afin de provoquer un éveil des consciences face à l'injustice et les violences. Elle utilise également le pouvoir des mots pour diffuser des messages.
Dans les années 1980, Ambra Polidori enquête, analyse et dénonce les conditions de vie des ouvrières à Ciudad Juárez.
Pour la série Remarques sur les couleurs, elle réalise des montages numériques en grand format, à partir de photographies de guerre qui montrent des populations dans des situations de détresse. Elle modifie le décor et place ces personnes dans des paysages grandioses, dans le but de provoquer un choc visuel et un malaise. Elle ajoute des extraits des textes de Ludwig Wittgenstein.

## Expositions
- Fragmentum, Centre Culturel du Mexique, Paris, 1995[1]
- De Angelorum Rumore, Galerie Derbilius, Milan, 1998
- Sous la grisalle de México, Espace d ́Art Yvonamor Palix, Paris, 1999
- ¿Quién protege la historia de la Historia?. Museo Casa de León Trotsky, Mexico, 2000.
- Quién protege la historia de la Historia?, Officina Linguaggio Immagine, Bergame, 2000
- Observaciones sobre los colores, Galerie Fernando Pradilla, Madrid, 2002
- Remarques sur les couleurs, Paris, 2008[5]
- De-Capital, Galerie Fernando Pradilla, Madrid, 2011
- Desacuerdos, Photothèque de Cuba, La Havane, 2010[3]
- Punto y aparte, Festival International de l'image, 2015

## Prix
- Festival Internacional de la Imagen, Universidad Autónoma del Estado de Hidalgo, 2015[2]